# Neocorynura melamptera
Neocorynura melamptera är en biart som beskrevs av Jesus Santiago Moure 1943. Neocorynura melamptera ingår i släktet Neocorynura och familjen vägbin. Inga underarter finns listade i Catalogue of Life.